# Sexy (French-Affair-Lied)
Sexy ist ein Lied der deutsch-französischen Popband French Affair aus dem Jahr 2001.

## Entstehung und Inhalt
Sexy wurde gemeinsam von Karsten Dreyer sowie Torsten Dreyer geschrieben. Die Produktion erfolgte durch die beiden Dreyer-Brüder. Veröffentlicht wurde das Lied erstmals im Februar 2001. Das Lied handelt vom Lyrischen Ich, das sein Gegenüber als sexy empfindet.

## Charts und Chartplatzierungen
| ChartsChartplatzierungen | Höchstplatzierung | Wochen |
| ------------------------ | ----------------- | ------ |
| Deutschland (GfK)        | 38 (9 Wo.)        | 9      |
| Österreich (Ö3)          | 21 (11 Wo.)       | 11     |
| Schweiz (IFPI)           | 84 (7 Wo.)        | 7      |